# ألكسندر سفيتكوفيتش
ألكسندر سفيتكوفيتش (بالسيريلية الصربية: Александар Цветковић) مواليد 12 سبتمبر 1993 في بلغراد، صربيا والجبل الأسود، هو لاعب كرة سلة صربي. بدأ مسيرته الاحترافية في سنة 2010. يلعب مع باسكت مانريسا في الدوري الإسباني لكرة السلة كلاعب هجوم خلفي. يحمل الرقم 4. يبلغ طوله 6 قدم 2 بوصة (1.9 م).

## المسيرة الاحترافية
لعب مع نادي ريد ستار لكرة السلة من سنة 2010 إلى 2015، ثم لعب مع نادي بارتيزان لكرة السلة في موسم 2015–2016، ثم لعب مع باسكت مانريسا في الدوري الإسباني في سنة 2016.

## إحصائيات المسيرة

### الدوري الأوروبي
| السنة   | الفريق                   | لعب | بدأ | دقيقة | ميداني% | ثلاثية | حرة  | ارتداد | صنع | استلاب | تصدي | نقطة | أداء |
| ------- | ------------------------ | --- | --- | ----- | ------- | ------ | ---- | ------ | --- | ------ | ---- | ---- | ---- |
| 2013–14 | نادي ريد ستار لكرة السلة | 3   | 0   | 3.54  |         |        | 100% | 0.3    | 1   | 1      | 0    | 1.3  | 2    |

### بطولات الدوري المحلية
| الموسم                     | الفريق                   | الدوري             | لعب | دقيقة | ميداني% | ثلاثية | حرة  | ارتداد | صنع | SPG | تصدي | نقطة |
| -------------------------- | ------------------------ | ------------------ | --- | ----- | ------- | ------ | ---- | ------ | --- | --- | ---- | ---- |
| الدوري الأدرياتيكي 2010–11 | نادي ريد ستار لكرة السلة | الدوري الأدرياتيكي | 16  | 15.5  | .653    | .205   | .370 | 1.5    | 1.1 | 0.8 | .0   | 3.4  |
| 2011–12                    | نادي ريد ستار لكرة السلة | الدوري الأدرياتيكي | 13  | 8.3   | .516    | .478   | .750 | 1      | 1.2 | 0.2 | .0   | 3.2  |
| 2012–13                    | نادي ريد ستار لكرة السلة | الدوري الأدرياتيكي | 24  | 8.8   | .481    | .384   | .667 | 1.1    | 1   | 0.5 | .0   | 3    |
| 2013–14                    | نادي ريد ستار لكرة السلة | الدوري الأدرياتيكي | 10  | 7.8   | .540    | .381   | .938 | 1.0    | 1.5 | 0.2 | .0   | 2.3  |
| 2013–14                    | إم زد تي سكوبيه          | الدوري الأدرياتيكي | 12  | 22.2  | .520    | .373   | .765 | 3.1    | 2.5 | 1.3 | .0   | 8.1  |
| 2014–15                    | إم زد تي سكوبيه          | الدوري الأدرياتيكي | 26  | 24.7  | .520    | .373   | .765 | 3.5    | 4.1 | 1.4 | .0   | 8.7  |
| 2015–16                    | نادي بارتيزان لكرة السلة | الدوري الأدرياتيكي | 23  | 22.8  | .461    | .403   | .831 | 2.4    | 3.3 | 1.3 | .0   | 10.3 |

## روابط خارجية
- ألكسندر سفيتكوفيتش على موقع الاتحاد الدولي لكرة السلة (الإنجليزية)
- ألكسندر سفيتكوفيتش على موقع الدوري الأوروبي لكرة السلة (الإنجليزية)
- ألكسندر سفيتكوفيتش على موقع الدوري الإسباني لكرة السلة (الإسبانية)
- ألكسندر سفيتكوفيتش على موقع كرة السلة الأوروبية.كوم (الإنجليزية)
- ألكسندر سفيتكوفيتش على موقع DraftExpress.com (الإنجليزية)
- ألكسندر سفيتكوفيتش على موقع ريلجم (الإنجليزية)
- ألكسندر سفيتكوفيتش على موقع بروبوليرز (الإنجليزية)
- ألكسندر سفيتكوفيتش على موقع سبورتس رفرنس (الإنجليزية)